# کیسی مور
کیسی مور (انگلیسی: Kasey Moore؛ زادهٔ ۳ اوت ۱۹۸۷) بازیکن فوتبال اهل ایالات متحده آمریکا است.
از باشگاه‌هایی که در آن بازی کرده‌است می‌توان به بوستون بریکرز اشاره کرد.
وی همچنین در تیم‌های ملی فوتبال United States U-17 women's national soccer team, United States U-20 women's national soccer team، و زیر ۲۳ سال زنان ایالات متحده آمریکا بازی کرده‌است.